# ريتشارد دان (ملاكم)
ريتشارد دان (بالإنجليزية: Richard Dunn)‏ (19 يناير 1945 بهاليفاكس في المملكة المتحدة - ) هو ملاكم بريطاني، صنّف ضمن فئة وزن ثقيل.

## إحصائيات
خاض خلال مسيرته 45 نزالا، فاز في 33 ولم يتعادل وخسر في 12. فاز بالضربة القاضية في 16 نزالا.

## روابط خارجية
- ريتشارد دان على موقع بوكس ريك (الإنجليزية) (registration required)